# Gliese 1002

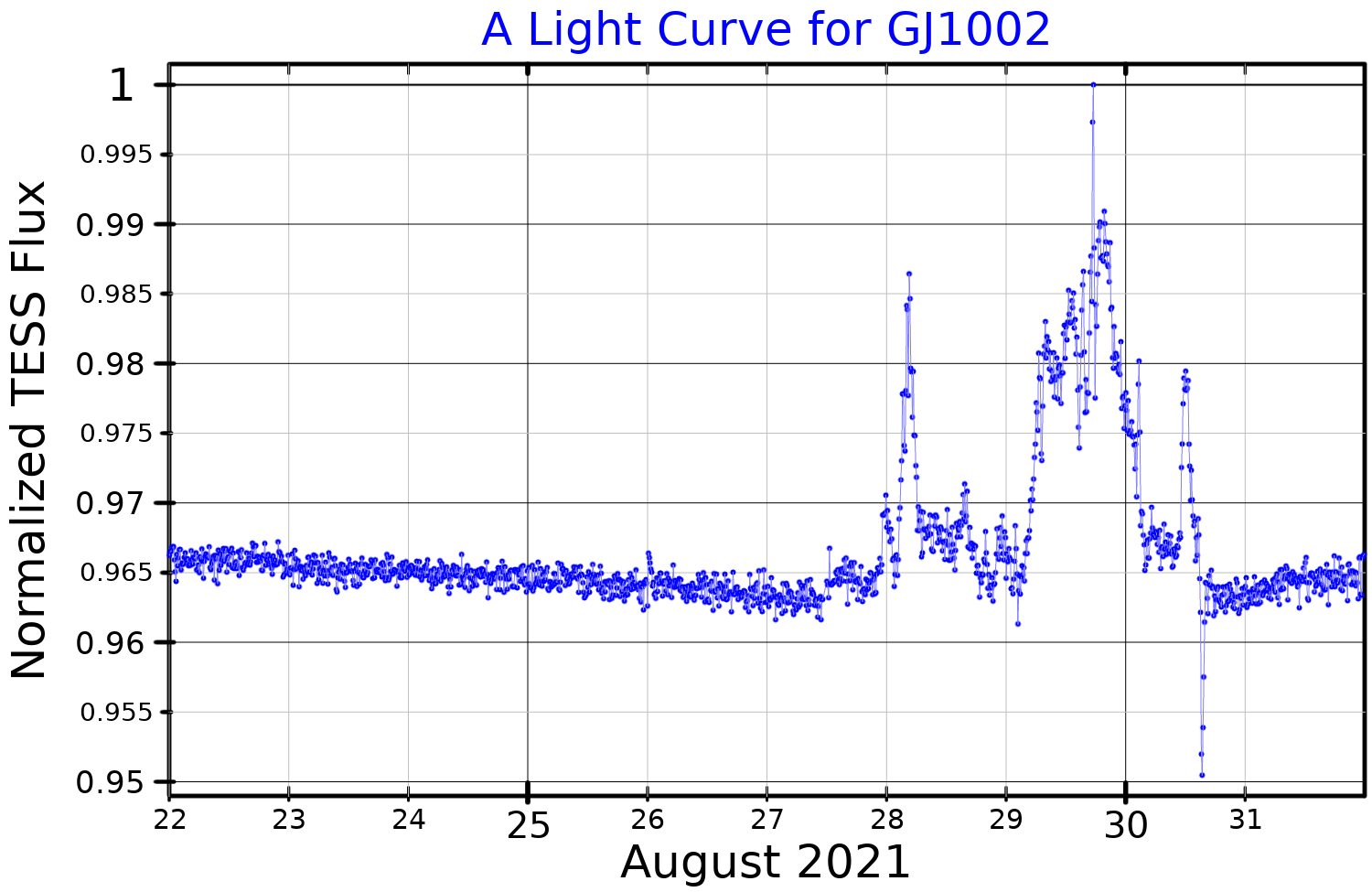
Lichtkromme van Gliese 1002

Gliese 1002 is een ster van het type rode dwerg met een magnitude van +13,84 in het sterrenbeeld Walvis (Cetus) met een spectraalklasse van M5.5V. De ster bevindt zich 15,81 lichtjaar van de zon.